# هذا الأسبوع في التقنية
هذا الأسبوع في التقنية – ويُشار إليه بشكل غير رسمي باسم TWiT (اختصار لعبارة This Week in Tech)، وكان يُعرف لفترة وجيزة باسم "انتقام حافظي الشاشة" (Revenge of the Screen Savers) – هو البودكاست الأسبوعي الرئيسي والشعار الذي يحمل اسم شبكة TWiT.tv (شبكة بث رقمي متخصصة في محتوى التكنولوجيا).
يُقدَّم البرنامج بواسطة ليو لابورت وعدد من الموظفين السابقين في قناة TechTV (قناة تلفزيونية تقنية أمريكية سابقة)، ويتم إنتاجه حاليًا بواسطة بنِيتو. استضاف البرنامج عددًا من الشخصيات الشهيرة، مثل: ستيف ووزنياك، كيفن ميتنيك، جون هودجمان، لورنس ليسيغ، الفنان روجر مكوين. يتضمن البرنامج مناقشات مائدة مستديرة (نقاش جماعي مفتوح) وجدالات تتناول أخبار التكنولوجيا الحديثة والمراجعات التقنية، مع تركيز خاص على الإلكترونيات الاستهلاكية (مثل الهواتف، الحواسيب، الأدوات الذكية) والإنترنت.
ينتج بودكاست TWiT داخل استوديوهات الجانب الشرقي التابعة للشبكة، والواقعة في مدينة بيتالوما، كاليفورنيا، الولايات المتحدة، وذلك منذ عام 2016، على بُعد عدة أميال من استوديو "البيت المبني من الطوب" الذي استُخدم سابقًا لمدة 5 سنوات، وقبله استوديو "الكوخ" الذي تم إنتاج البرنامج فيه لأكثر من 6 سنوات. يُبَثّ البرنامج مباشرةً أيام الأحد في تمام الساعة 2:15 بعد الظهر بتوقيت ساحل المحيط الهادئ.